# 2018년 동계 올림픽 쇼트트랙 남자 5000m 계주
2018년 동계 올림픽의 쇼트트랙 남자 5000m 계주는 2018년 2월 13일부터 22일까지 대한민국 강릉시 강릉 아이스 아레나에서 진행되었다. 예선은 2월 13일에, 결선은 2월 22일에 진행되었다. 경기 결과, 헝가리가 쇼트트랙에서 역사상 첫 금메달을 수상하였다. 중화인민공화국이 은메달, 캐나다가 동메달을 차지하였다. 대한민국은 임효준이 경기 도중에 넘어져 파이널 A에서 4위에 그치고 말았다.

## 출전권 예선
2017-18 ISU 쇼트트랙 월드컵 기간 동안의 경기 결과에 따른 세계랭킹에 따라 각국에 일정 쿼터가 배정된다. 한 국가가 받을 수 있는 최대 쿼터수는 그 국가가 계주 경기에 참가하면 남녀당 5쿼터까지, 계주 경기에 참가하지 않으면 3쿼터까지이다. 개최국인 대한민국은 10쿼터를 자동으로 부여받는다. 
남자 5000m 계주 종목에는 총 40명 (8팀)분 쿼터가 배정됐다.

## 결과

### 준결승
준결승은 2월 13일에 진행되었다.
QA – 파이널 A에 진출
QB – 파이널 B에 진출
ADV – 피반칙으로 진출
PEN – 페널티
| 순위 | 조 | 국가           | 선수                                                                            | 시간     | 비고   |
| ---- | -- | -------------- | ------------------------------------------------------------------------------- | -------- | ------ |
| 1    | 1  | 중화인민공화국 | 우다징 한톈위 런쯔웨이 쉬홍즈                                                   | 6:36.605 | QA, OR |
| 2    | 1  | 캐나다         | 사뮈엘 지라르 샤를 아믈랭 샤를 쿠르노예 파스칼 디옹                             | 6:41.042 | QA     |
| 3    | 1  | 카자흐스탄     | 데니스 니키샤 누르베르겐 주마가지예프 아브잘 아즈갈리예프 예르케불란 샤무하노프 | 6:47.727 | QB     |
|      | 1  | 네덜란드       | 싱키 크네흐트 단 브레이우스마 이츠하크 더 라트 데니스 비저                      |          | PEN    |
| 1    | 2  | 대한민국       | 황대헌 김도겸 곽윤기 임효준                                                     | 6:34.510 | QA, OR |
| 2    | 2  | 헝가리         | 류 사오앙 류 사오린 샨도르 빅토르 크노치 처버 부리언                            | 6:34.866 | QA     |
| 3    | 2  | 미국           | J. R. 셀스키 존헨리 크루거 토마스 홍 애런 트란                                  | 6:36.867 | QB     |
| 4    | 2  | 일본           | 와타나베 게이타 사카즈메 료스케 요시나가 가즈키 요코야마 히로키                 | 6:42.655 | QB     |

### 파이널 B
| 순위 | 국가       | 선수                                                                            | 시간     | 비고 |
| ---- | ---------- | ------------------------------------------------------------------------------- | -------- | ---- |
| 5    | 미국       | J. R. 셀스키 존헨리 크루거 토마스 홍 애런 트란                                  | 6:52.708 |      |
| 6    | 카자흐스탄 | 데니스 니키샤 누르베르겐 주마가지예프 아브잘 아즈갈리예프 예르케불란 샤무하노프 | 6:52.791 |      |
| 7    | 일본       | 와타나베 게이타 사카즈메 료스케 요시나가 가즈키 요코야마 히로키                 | 7:02.554 |      |

### 파이널 A
| 조 | 국가           | 선수                                                 | 시간     | 비고 |
| -- | -------------- | ---------------------------------------------------- | -------- | ---- |
| 1  | 헝가리         | 류 사오앙 류 사오린 샨도르 빅토르 크노치 처버 부리언 | 6:31.971 | OR   |
| 2  | 중화인민공화국 | 우다징 한톈위 쉬홍즈 천더취엔                        | 6:32.035 |      |
| 3  | 캐나다         | 사뮈엘 지라르 샤를 아믈랭 샤를 쿠르노예 파스칼 디온  | 6:32.282 |      |
| 4  | 대한민국       | 서이라 김도겸 곽윤기 임효준                          | 6:42.118 |      |

## 범례
|  | 세계 신기록                  |  |                   | 아프리카 신기록 |                      | Q | 예선 통과 |
|  | 올림픽 신기록                |  | 북아메리카 신기록 | DNS             | 경기를 시작하지 않음 |   |           |
|  |                              |  | 아시아 신기록     | DNF             | 경기를 마치지 않음   |   |           |
|  | 국가 신기록                  |  | 유럽 신기록       | DSQ             | 실격                 |   |           |
|  | 개인 최고 기록 (개인 신기록) |  | 오세아니아 신기록 | WD              | 기권                 |   |           |
|  | 시즌 최고 기록 (시즌 신기록) |  | 남아메리카 신기록 | NM              | 기록 없음            |   |           |

### 쇼트트랙
| ADV | 피반칙으로 다음 라운드 진출 |  |  | QA | 결승전 A (메달 경쟁) |  |  | QB | 결승전 B (메달 없음) |